# Вишневе (Чумаківська сільська громада)
Вишне́ве — село в Україні, у Чумаківській сільській громаді Дніпровського району Дніпропетровської області. Населення за переписом 2001 року становить 18 осіб.

## Географія
Село Вишневе розташоване в степу на відстані 1 км від сіл Приют і Новоспаське. Через село протікає великий іригаційний канал.

## Історія
Засноване вихідцями із Петриківки у 1927 р. і сплановане з перспективою на розширення, воно простягалося паралельно залізничному насипу. Посередині майбутнього села була визначена земельна ділянка площею 2 га для громадських потреб (т.з. «шкільна»), по обидва боки від неї – присадибні ділянки.
Спочатку була заселена північно-західна частина. Першими жителями, що тут закріпилися назавжди, були Бобошко Антон, Здір Демид, Сорока Амросій. Протягом 30-х років була заселена і південно-східна частина Вишневого уже вихідцями із Приюту та Грушевого. Кілька дворів додалося після Вітчизняної війни.
Але це село так і не розрослося. Ба більше, з середини 70-х років, після введення в дію зрошувального каналу, у результаті підтоплення, планувалося його знесення, кілька сімей переселилися в Приют.
Назва села, як розповідав Бобошко Антон, дана за аналогією з Веселим і Грушевим, які вже існували.

## Населення

### Мова
Розподіл населення за рідною мовою за даними перепису 2001 року:
| Мова       | Відсоток |
| ---------- | -------- |
| українська | 88,9 %   |
| російська  | 11,1 %   |